# オーガスタス・ド・モルガン
オーガスタス・ド・モルガン（英語: Augustus de Morgan, 1806年6月27日 - 1871年3月18日）は、インド生まれのイギリスの数学者、論理学者。ド・モルガンの法則の発案や数学的帰納法の定式化を行った。名字 de Morgan の d は大文字で表記されることもあり、「“ディー・モーガン”であろう」とする訳書もある。

## 生涯
1806年、イギリス東インド会社支配下のマドゥライ生まれ。父のジョン・ド・モルガン（John De Morgan、1772年 - 1816年）は、英国陸軍中尉。父がイギリス東インド会社で働いていたためインドで生まれるが、生後1年もたたないうちにイングランドに戻る。10歳で父を亡くす。母は熱心な英国聖公会徒であり、その反動で無神論者（反理神論者）となった。
16歳でケンブリッジ大学のトリニティ・カレッジに入学、ウィリアム・ヒューウェルやジョージ・ピーコックの元で学ぶ。
当時のオックスフォード大学とケンブリッジ大学は学者に対して神学的試験を課し、ユダヤ人や反体制派に対して門戸を閉ざしていた。ド・モルガンは、このことに反発したリベラルリストらによって開始されたロンドン大学の創始運動に参加し、1828年からユニヴァーシティ・カレッジ（現・ユニヴァーシティ・カレッジ・ロンドン）の教授を務めた。ロンドン大学時代にはインド論理学の再評価を行い、西洋の論理学（ギリシア論理学）と比肩する存在だと主張した。1852年10月23日にフランシス・ガスリーが発案した四色問題を定式化した。
晩年はスピリチュアリズムに傾倒し、透視など超心理学の研究を行った。クルックス管の発見で知られるウィリアム・クルックスは、ド・モルガンの影響でスピリチュアリズムに傾倒したとされる。